# Goran Ivanišević
Pour les articles homonymes, voir Ivanišević.
Goran Ivanišević, né le 13 septembre 1971 à Split, est un joueur puis entraîneur de tennis yougoslave puis croate. Professionnel de 1988 à 2004, il a remporté 22 titres en simple sur le circuit ATP, dont le tournoi de Wimbledon (avec une wild card) en 2001, le dernier trophée de sa carrière, deux Masters 1000 et une Coupe Davis (en tant que remplaçant). C'est le meilleur joueur de tennis de l'histoire de la Croatie.
Quart de finaliste au moins une fois dans les quatre tournois du Grand Chelem, le style de jeu offensif du croate lui permet de s'adapter et de s'imposer dans tout type de surfaces et ce, bien que son jeu reste plus performant sur gazon et surtout en conditions indoor, dans lesquelles il a remporté la plupart de ses titres sur le circuit (14) qui sont au nombre de 22.
Ivanišević est aussi un joueur de tennis qui, bien qu'apprécié par ses pairs et le public, est aussi réputé pour son caractère parfois difficile et sa propension à démontrer le meilleur, comme le pire au cours d'une rencontre. Il reste aussi marquant par rapport à ses prises de positions, notamment durant la Guerre de Yougoslavie au cours de laquelle, à l'instar de nombreux sportifs de l'époque, il prend fait et cause pour son pays d'origine et refuse ouvertement de représenter un autre pays que sa Croatie natale (qui n'est à l'époque, pas encore indépendante).
Son meilleur résultat au classement ATP est une deuxième place atteinte en juillet 1994 après sa deuxième finale à Wimbledon, alors que Pete Sampras domine le circuit. Ce dernier est avec Jim Courier et Gustavo Kuerten l'un des trois no 1 qu'il a battus lors de sa carrière.
Devenu entraîneur, il dirige son compatriote Marin Čilić lors de son triomphe à l'US Open 2014, son seul titre majeur.
De 2019 à 2024, il est l'entraîneur de Novak Djokovic avec lequel il remporte tous les tournois du Grand Chelem (9 titres au total), le Masters par 2 fois et 7 Masters 1000. Ils réussissent ensemble à deux reprises le Petit Chelem, en 2021 et 2023. Aux côtés d'Ivanišević, Djokovic devient le recordman de titres en Grand Chelem, au Masters et en Masters 1000, le joueur ayant passé le plus de semaines à la première place mondiale dans l'histoire du tennis et le joueur ayant terminé l'année numéro 1 mondial le plus de fois (à 8 reprises dont 3 avec Ivanišević).

## Caractéristiques de son jeu
Comme la plupart des joueurs de grande taille (il mesure 1,93 mètre), il est doté d'un service puissant et varié et possède également la particularité d'être gaucher ce qui rend son engagement d'autant plus redoutable. Il détient depuis 1996 le record de 1 477 aces en une saison et depuis 2001 le record de 213 aces réalisés lors d'un tournoi, lors de sa victoire à Wimbledon en 2001. Il est l'un des sept joueurs de l'histoire à avoir dépassé les 1 000 aces en une saison accompagné de Pete Sampras, Ivo Karlović, John Isner, Andy Roddick, Milos Raonic et Kevin Anderson. C'est aussi l'un des quatre seuls joueurs à avoir dépassé les 10 000 aces en carrière (10 131), avec son compatriote Karlović, Roger Federer et John Isner. Ces statistiques prennent en compte uniquement les matches des tournois de l'ATP et en Grand Chelem disputés à partir de 1991 et des jeux olympiques à partir de 2008, sans tenir compte des matches disputés en Coupe Davis ainsi que certains matches dont les statistiques ne sont pas disponibles. En outre, sa carrière ayant commencé dès 1988, il est certain que le nombre réel d'aces en carrière réalisé par Goran est nettement supérieur au chiffre annoncé sur le site de l'ATP.

## Carrière
Le Croate a connu une ascension fulgurante au début de sa carrière et s'est maintenu dans le top 10 pendant cinq années consécutives.
| Année | 1988 | 1989 | 1990 | 1991 | 1992 | 1993 | 1994 | 1995 | 1996 | 1997 | 1998 | 1999 | 2000 | 2001 | 2002 | 2003 | 2004 |
| Rang  | 376  | 40   | 9    | 16   | 4    | 7    | 5    | 10   | 4    | 15   | 12   | 62   | 129  | 12   | 247  | 654  | 261  |

Source : (en) Classements de Goran Ivanišević sur le site officiel de la Fédération internationale de tennis

### 1988-1989: débuts sur le circuit
Goran Ivanišević commence sa carrière professionnelle en 1988, année où il dispute à 17 ans son premier tournoi du Grand chelem à Wimbledon au cours duquel il s'incline en quatre sets au premier tour face à l'Israélien Amos Mansdorf alors 22e mondial. S'exprimant de manière efficace en double, il obtient sa première sélection en Coupe Davis avec la Yougoslavie lors de la demi-finale contre l'Allemagne où la paire qu'il compose avec Slobodan Živojinović s'incline en cinq manches face à la paire Becker-Jelen. Il remporte quelques semaines plus tard, associé à Rüdiger Haas son premier titre sur le circuit ATP à Francfort et dispute ses premiers Jeux olympiques où encore associé a Živojinović, il s'incline en quarts de finale contre les Espagnols Sergio Casal et Emilio Sánchez. Le Croate termine la saison au 371e rang mondial en simple et 139e en double.
Ivanišević prend part parallèlement au circuit junior qu'il conclut a la 3e place mondiale grâce notamment à une demi-finale aux Internationaux de France et un quart de finale à l'US Open.
La saison 1989 est de bonne facture pour Ivanišević qui atteint son premier quart de finale en Grand Chelem lors de l'Open d'Australie et dispute quelques mois plus tard sa première finale sur le circuit à Florence dominé en deux sets par l'Argentin Horacio de la Peña. Huitième de finaliste à Roland-Garros et victorieux de plusieurs joueurs classés dans le top 10 mondial durant la saison (Kent Carlsson 9e à Hambourg, Alberto Mancini 10e à Palerme et Jakob Hlasek 9e à Bâle), le jeune yougoslave, âgé de 18 ans s'affirme comme l'un des meilleurs espoirs du tennis mondial et gagne plus de 200 places au classement mondial lui permettant d'occuper la 40e place mondiale en simple à la fin de l'année. Joueur complet et doté d'un service dévastateur, Ivanišević s'exprime en outre très bien en double atteignant une nouvelle finale à Palerme ainsi que le 52e rang mondial.
Devenu un cadre important de l'équipe de Yougoslavie, il participe à la campagne de Coupe Davis 1989 qui voit les Yougoslaves échouer en demi-finales face à la Suède de Mats Wilander.

### 1990-1991: incursion vers le top 10 mondial et apprentissage du haut niveau

Wimbledon, un tournoi qui va marquer la carrière d'Ivanišević.

Le début de saison 1990 de Goran Ivanišević est difficile. Tardant à confirmer le potentiel entrevu la saison précédente, le jeune Yougoslave échoue régulièrement très tôt lors des tournois auxquels il participe. Le déclic prend forme dans son pays natal lors du tournoi d'Umag ou il atteint la finale bien que dominé par son compatriote et ami Goran Prpić. Il réalise quelques jours plus tard le premier exploit de sa carrière en éliminant le numéro 3 mondial allemand Boris Becker en quatre sets au premier tour des Internationaux de France de tennis, tournoi dont il atteint ensuite les quarts de finale. En compagnie du joueur Tchécoslovaque Petr Korda, il parvient également en finale du double de l'épreuve parisienne remportée par la paire espagnole Sergio Casal/Emilio Sánchez. Le mois suivant, il retrouve Becker lors de sa première demi-finale en Grand Chelem sur le gazon de Wimbledon, où il s'incline en quatre sets. Il gagne la semaine suivante le premier titre de sa carrière en simple sur le circuit à Stuttgart où il domine l'Argentin Guillermo Pérez Roldán sur terre battue et dispute trois nouvelles finales à Long Island (battu par Stefan Edberg), Bordeaux (battu par Guy Forget) et à Bâle (dominé par John McEnroe). Ces résultats lui permettent de finir à seulement 20 ans l'année à la neuvième place mondiale.
Marqué profondément par les tensions affectant les différentes républiques qui composent la Yougoslavie dont sa Croatie natale qui vont amener à la Guerre de Yougoslavie, Ivanišević ne parvient pas à confirmer au cours de la saison 1991. Auteur d'un début de saison difficile, il s'attache à la mi-mars les services de l'Australien Bob Brett l'ancien entraîneur de Boris Becker et ne refait surface qu'épisodiquement en milieu de saison remportant notamment un deuxième titre à Manchester sur gazon contre Pete Sampras et en atteignant la finale à New Haven contre Petr Korda ainsi qu'un huitième de finale à l'US Open battu en cinq sets par Ivan Lendl. Il décide en outre la veille de la demi-finale de Coupe Davis contre la France en accord avec Goran Prpić lui aussi croate de ne pas représenter les couleurs de la Yougoslavie si la situation dans les Balkans restait en l'état « Il est hors de question pour moi de jouer pour une telle Yougoslavie car la situation y est grave et seul un miracle pourrait la redresser. ». Auteur de bonnes performances en fin de saison qui lui permettent de limiter les dégâts au classement technique, Ivanišević termine seizième joueur mondial mais marque surtout les esprits par rapport à son positionnement avec les autres joueurs originaires de Croatie dont Goran Prpić par rapport au conflit qui fait rage en Yougoslavie. Il déclare durant une conférence de presse en marge de l'Open de Paris-Bercy qu'il ne veut plus rien à voir avec la Yougoslavie dont il dénonce des actes « sauvages » et qu'il désire représenter la Croatie à l'avenir. L'ancien champion de tennis Željko Franulović ancien finaliste de Roland-Garros lui aussi présent prend la défense des joueurs « Cela fait des mois qu'ils n'ont plus le goût au tennis au vu de la situation critique vécue par leurs proches et leurs résultats cette saison le démontrent pleinement ».

### 1992-1998: années dans l'élite et multiple finaliste de Wimbledon

#### 1992: premier croate médaillé olympique et première finale en Grand Chelem à Wimbledon

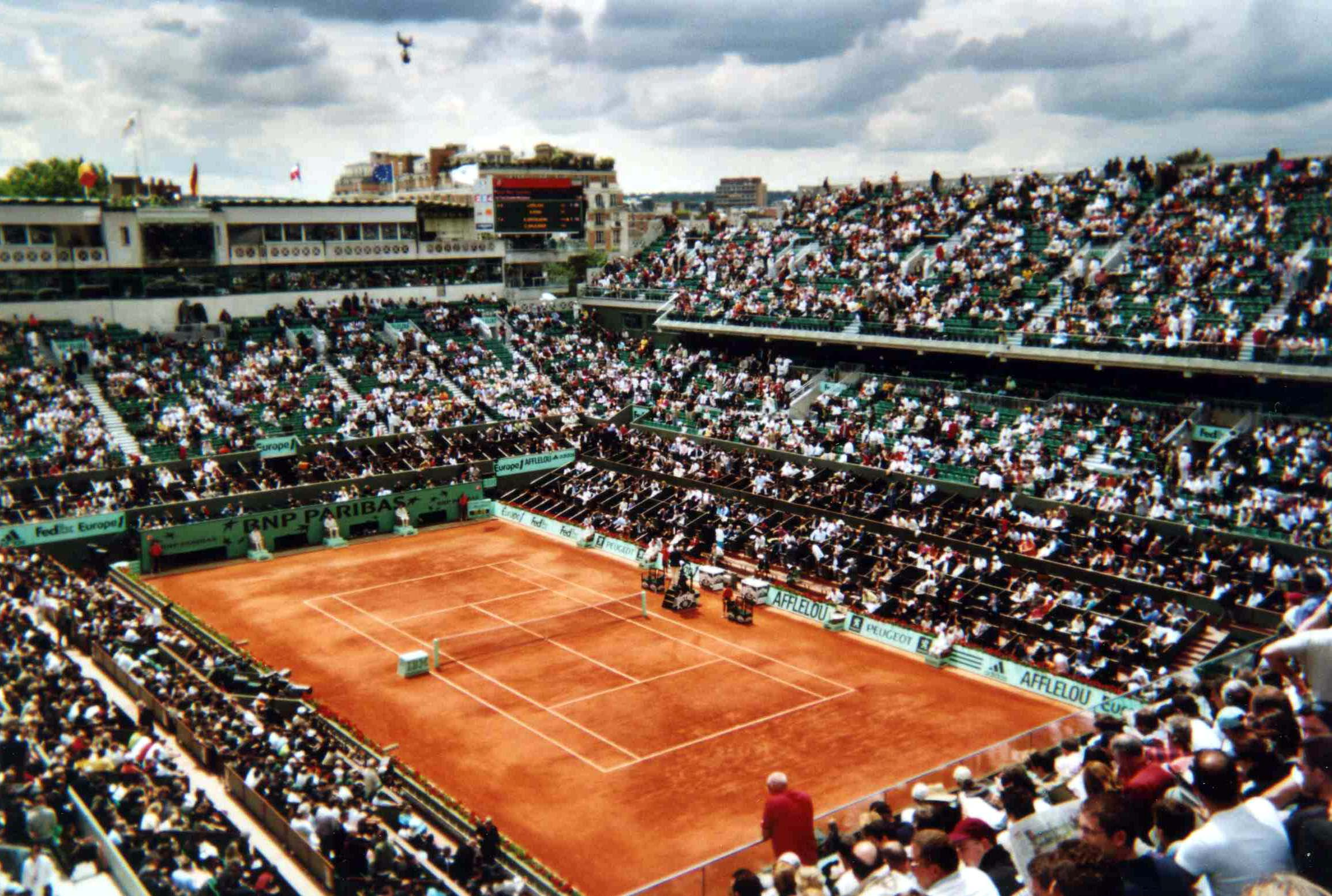
Roland Garros dont Ivanišević atteint les quarts à trois reprises.

En 1992, Ivanišević devient de plus en plus régulier en partie grâce au travail accompli avec Bob Brett. Il atteint en début de saison la finale du tournoi de Milan, remporte les tournois d'Adélaïde et de Stuttgart (où il domine les numéros 1 et 2 mondiaux Jim Courier et Stefan Edberg) et atteint les quarts de finale des Internationaux de France.
Lors du tournoi de Wimbledon, Ivanišević impressionne en remportant des matchs accrochés contre Ivan Lendl, Stefan Edberg (no 2 mondial) et Pete Sampras (no 3 mondial) qui lui permettent d'atteindre la première finale de sa carrière en Grand Chelem où il affronte Andre Agassi dans une finale inédite qui présente une opposition de style entre deux jeunes joueurs qui se disputeront leur premier titre du Grand Chelem. La surface très rapide semble favoriser le service puissant du Croate et son jeu d'attaque mais c'est finalement l'Américain qui fait déjouer Ivanišević grâce à la qualité de ses retours de service et de son jeu de fond de court et l'emporte en cinq manches. Au cours du dernier set, Ivanišević ne parvient pas à convertir une balle de break à 3-3 puis sert deux doubles fautes pour commencer son jeu de service lors du dernier jeu du match alors qu'il n'en avait fait que cinq auparavant dans la partie. Durant ce tournoi, le Croate aura servi plus de 200 aces ce qui constitue un record impressionnant qui pose des questions sur le gazon qui si elle est une surface historique du jeu, favorise trop selon certains observateurs les joueurs puissants qui bénéficient de l'évolution technologique du matériel ce a quoi Ivanišević répond « Il ne suffit pas d'être bâti comme Schwarzenegger pour réussir 30 à 40 aces. Il faut aussi le talent, le poignet, ce n'est pas qu'une question de force. » en rajoutant qu'il est loin d'avoir le service le plus rapide du circuit.

La Croatie, pays d'Ivanišević à partir de 1992.

Le mois suivant, il est le porte-drapeau de la Croatie fraîchement indépendante lors des Jeux olympiques de Barcelone et décroche sur terre battue deux médailles de bronze en simple et en double, associé à Goran Prpić. En simple, il réussit l'exploit d'être le premier joueur à gagner consécutivement quatre matchs en cinq sets avant d'être battu en demi-finale par l'un de ses meilleurs amis sur le circuit, le futur champion Olympique Suisse, Marc Rosset. De retour sur le circuit, Ivanišević réalise une fin de saison de grande qualité en ajoutant deux nouveaux titres prestigieux à son palmarès à Sydney (contre Stefan Edberg) et à Stockholm (contre Guy Forget) et disputant les demi-finales à Paris-Bercy et au Masters qui clôt la saison et auquel, le croate prend part pour la première fois de sa carrière. Ivanišević qui a remporté au cours de la saison onze succès sur des joueurs du top 10 mondial termine au quatrième rang mondial.

#### 1993: année de doutes et fin de saison canon d'un joueur au style de jeu décrié

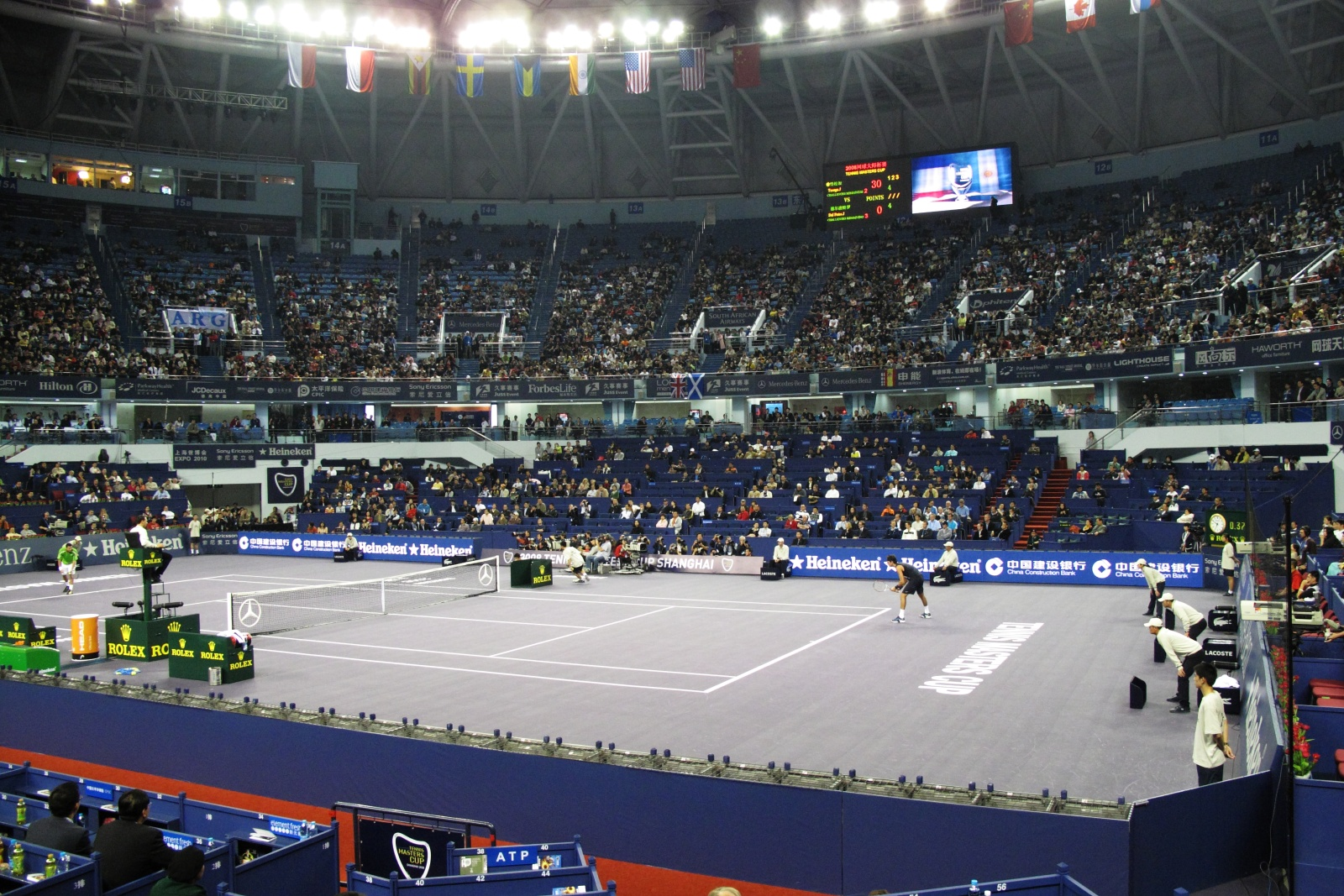
Les conditions indoor qui avantagent particulièrement le jeu du croate.

Victime au tout début de la saison 1993 d'une fracture de fatigue au pied droit à l'issue de la finale du tournoi de Doha perdue à l'issue d'un combat de plus de deux heures contre Boris Becker, Ivanišević est forcé d'observer cinq semaines d'arrêt qui lui font manquer l'Open d'Australie dont il était l'un des favoris. De retour pour les tournois de catégorie Super 9 Américains, Ivanišević éprouve des difficultés à retrouver le rythme et ne passe qu'un tour sur les quatre tournois qu'il dispute avant le Super 9 de Rome où il atteint la finale après notamment une victoire en demi-finale contre le numéro un mondial Pete Sampras. Éliminé par la suite au troisième tour des Internationaux de France et de Wimbledon dont il est finaliste sortant ainsi qu'au deuxième tour de l'US Open face à des joueurs moins bien classés. Accusé de nonchalance par certains joueurs dont Henri Leconte pourtant très proche d'Ivanišević « J'apprécie beaucoup Goran, mais sur un court son attitude n'est vraiment pas un exemple. », le Croate déçoit et perd énormément de points au classement technique qui le font quitter les dix meilleurs joueurs mondiaux.
Ce n'est qu'en fin de saison qu'Ivanišević parvient à se relancer en remportant le tournoi de Bucarest contre le Russe Andrei Cherkasov. Surfant sur la confiance acquise après ce titre, Ivanišević réalise une fin de saison de haute volée en remportant le titre à Vienne contre Thomas Muster et atteignant la finale des deux Super 9 Indoor, finaliste à Stockholm et vainqueur à Paris-Bercy contre Andrei Medvedev au terme d'une nouvelle démonstration au service sur une surface jugée trop rapide comme lors de Wimbledon en 1992, ravivant de fait la polémique concernant l'avantage supposé des grands serveurs sur les surfaces Indoor et Gazon. Chacun des full aces du Croate durant la finale étant sanctionnés des sifflets du public de Bercy, « La seule chose que j'aurais pu faire c'est lui demander de servir de la main droite » déclara l'Ukrainien Medvedev après-match. Le Croate se qualifie donc de justesse pour le Masters alors qu'il n'y croyait plus au vu de sa saison très mauvaise jusqu'à fin septembre « Ma saison avait été si mauvaise jusque-là, que j'avais l'impression d'avoir bénéficié de huit mois de vacances. ». Il est défait en Demi-finale par le futur vainqueur de l'épreuve Michael Stich et se replace au septième rang mondial.

#### 1994: nouvelle finale à Wimbledon et deuxième place mondiale

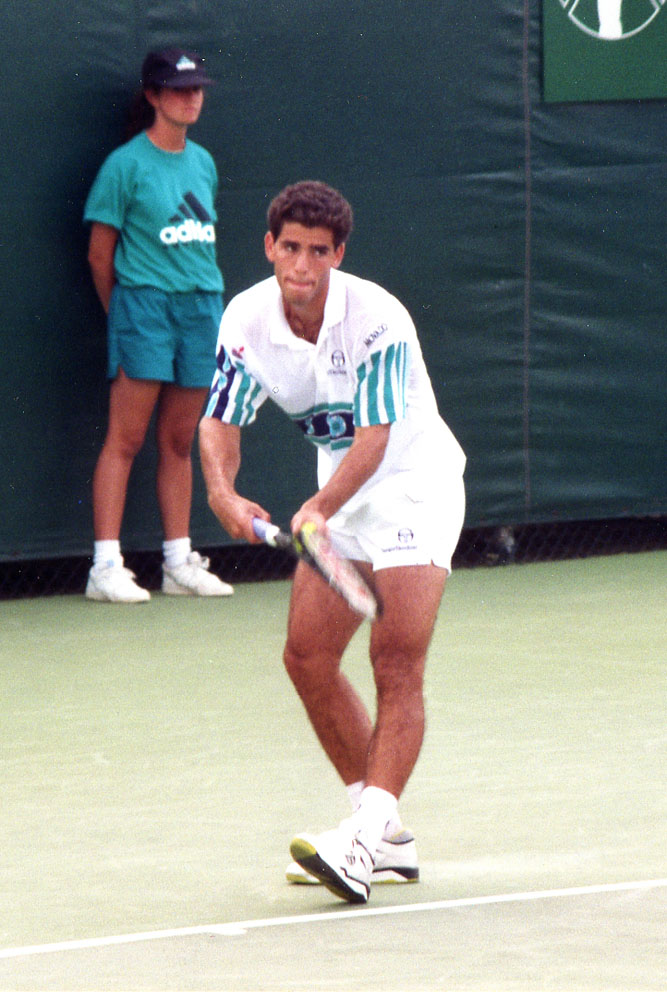
Pete Sampras.

Auteur d'un très bon début de saison 1994 marqué par une demi-finale à Doha et un quart de finale à l'Open d'Australie, Ivanišević poursuit sur sa lancée au cours de la saison européenne en Indoor atteignant la finale à Stuttgart battu par Stefan Edberg et une demi finale à Rotterdam. Il confirme lors du second tournoi de catégorie Super 9 à Key Biscayne éliminé par Jim Courier en quart de finale. Alignant par la suite un bon bilan sur terre battue où il atteint un quart de finale à Monte-Carlo et la demi-finale à Rome, il égale sa meilleure performance aux Internationaux de France avec un quart de finale au cours duquel il ne peut rien faire face à l'endurance de l'Espagnol Alberto Berasategui. Bénéficiant quelques semaines plus tard d'un tableau clément, Ivanišević domine facilement Boris Becker pour atteindre une nouvelle finale à Wimbledon durant laquelle il est impuissant face au jeu complet du no 1 mondial Pete Sampras (7-6, 7-6, 6-0) qui conserve son titre.
Les performances du Croate sur le gazon londonien lui permettent néanmoins d'atteindre le meilleur classement de sa carrière en simple, no 2 mondial. Victorieux dans la foulée de son dixième titre sur la terre battue de Kitzbühel au terme d'un combat de plus de trois heures contre Fabrice Santoro, Ivanišević réalise par la suite une tournée américaine compliquée durant laquelle il ne franchit pas une seule fois le premier tour des trois tournois qu'il dispute dont l'US Open où il est dominé par Markus Zöcke un Allemand peu connu. De retour sur la terre battue roumaine, il est dominé en finale de Bucarest par le spécialiste argentin Franco Davin. Le Croate réalise comme à son habitude une très bonne fin de saison, en remportant son deuxième titre de la saison à Tokyo où il domine Michael Chang en finale. Battu par Boris Becker en finale du tournoi Super9 de Stockholm et par Michael Chang en quart de finale à Paris-Bercy, Ivanišević déçoit lors du Masters en perdant ses trois matchs de poule assez sèchement. Il termine la saison au cinquième rang mondial et aide la Croatie à se qualifier pour le grand tableau de la Coupe Davis 1995, ce qui constitue une première pour la jeune république des Balkans. Le Croate se voit en outre infliger à l'issue du Masters une lourde suspension de deux mois par l'ATP Tour en raison de ses écarts de comportement. Réputé pour son caractère difficile et ses sautes d'humeur sur les courts, Ivanišević dépasse en effet les 10 000 dollars d'amendes ce qui impose de fait la sanction qui prendra fin le 15 janvier 1995, la veille de l'Open d'Australie.

#### 1995-1996: installé parmi les dix meilleurs
En 1995, Ivanišević réalise un début de saison décevant enchaînant les défaites au premier tour sur trois des quatre tournois auxquels il participe dont l'Open d'Australie où il est dominé par Carl-Uwe Steeb alors 93e mondial. Le Croate opéré du ménisque en février rate les Super 9 Américains mais surprend dès son retour fin mars durant la tournée européenne sur terre battue durant laquelle il atteint les demi-finales à Barcelone, Monte-Carlo et à Rome ainsi que la finale à Hambourg au cours de laquelle il est défait en trois manches par l'Ukrainien Andrei Medvedev. Ces résultats laissent envisager une bonne performance aux Internationaux de France qu'il aborde en pleine confiance après une finale à la World Team Cup où il gagne tous ses matchs pour la Croatie. Il ne parvient cependant pas à confirmer lors du tournoi Porte d'Auteuil éliminé sèchement au premier tour sur une terre battue alourdie par les conditions humides ce jour-là ne favorisant pas son jeu d'attaquant par le Suédois Mikael Tillström le laissant très amer « Je n'ai pas joué, j'ai été complètement absent aujourd'hui. ».
Engagé trois semaines plus tard à Wimbledon où il est finaliste en titre, Ivanišević réalise un beau tournoi en éliminant notamment le no 7 mondial Russe Yevgeny Kafelnikov en quarts de finale mais il échoue aux portes de la finale à nouveau contre le maître des lieux depuis deux ans Pete Sampras à l'issue d'une rencontre très accrochée en cinq sets, l'Américain ne tarie pas d'éloges envers le Croate à l'issue du match « Le match aurait pu basculer à n'importe quel moment, Goran est l'un des plus grands serveurs de l'histoire du tennis. ». Ivanišević enchaîne par une bonne tournée Américaine qui le voit disputer deux demi-finales à Los Angeles et à Indianapolis ainsi qu'un quart de finale au tournoi Super 9 de Cincinnati éliminé à chaque fois par le Suédois Thomas Enqvist mais il doit abandonner au premier tour de l'US Open victime d'une entorse à la cheville contre l'Australien Brett Steven alors qu'il domine largement le match. Insuffisamment remis et très fatigué à la suite d'un voyage en Inde pour disputer un match de barrage avec l'équipe de Croatie de Coupe Davis dont il perd le match décisif en cinq manches contre Leander Paes, Ivanišević déjoue en fin de saison sur les tournois Indoor qui pourtant conviennent très bien à son style de jeu. Il perd au premier tour des deux Super 9 à Essen et Paris-Bercy et ne se qualifie pas pour le Masters de fin d'année. Le Croate reste de justesse dans le top dix mondial à la dixième place. Très déçu par sa saison où il est même devancé par Pete Sampras au classement des serveurs (974 pour l'Américain contre 917 pour le Croate), Ivanišević se console en remportant contre Todd Martin la Coupe du Grand Chelem, une épreuve très richement dotée non reconnue par l'ATP qui clôt l'année en réunissant les meilleurs joueurs mondiaux.
S'il ne franchit pas le troisième tour de l'Open d'Australie, Ivanišević n'en réalise pas moins un début de saison 1996 de très grande qualité. En effet, il remporte trente matchs pour trois défaites et dispute six finales sur les sept tournois qu'il dispute ajoutant quatre titres à son palmarès à Zagreb contre Cédric Pioline, Dubaï contre Albert Costa, Milan contre Marc Rosset et Rotterdam contre Yevgeny Kafelnikov. Le Croate poursuit sur sa lancée lors des deux Super 9 Américains où il parvient en demi-finales à indian Wells battu par Paul Haarhuis et en finale à Key Biscayne au cours de laquelle victime d'un torticolis, il abandonne contre André Agassi. Ne parvenant pas à confirmer son début de saison lors des tournois sur terre battue européenne, Ivanišević désormais no 6 mondial est éliminé en huitièmes de finale aux Internationaux de france par l'Allemand Bernd Karbacher.
Figurant trois semaines plus tard parmi les principaux favoris de Wimbledon, Ivanišević déçoit dans un tournoi qui voit ses principales têtes d'affiche tomber tour à tour. Il est en effet éliminé sans gloire en quarts de finale par l'Australien Jason Stoltenberg 46e mondial. Sorti au premier tour du tournoi olympique dans la foulée, le Croate réalise une bonne tournée Américaine en atteignant la finale à Indianapolis et surtout les demi-finales de l'US Open, sa première demi-finale en Grand Chelem en dehors de Wimbledon, où il s'incline à nouveau contre Pete Sampras. En fin de saison, les résultats d'Ivanišević sont mitigés malgré un cinquième titre à Moscou où il domine Yevgeny Kafelnikov en finale. Demi-finaliste du Masters de fin d'année, il termine l'une de ses meilleures saisons au quatrième rang mondial et reprend la première place au classement des meilleurs serveurs de la saison en établissant un record de 1477 aces en 96 matchs soit une moyenne de 15,38 par matchs.

#### 1997-1998: performances déclinantes et nouvelle finale à Wimbledon
Ivanišević réalise un bon début de saison 1997 marqué par un quart de finale à l'Open d'Australie où il est dominé par Thomas Muster et deux nouveaux titres à Zagreb et Milan ainsi qu'une finale à Dubaï. Les résultats du Croate au cours des mois qui suivent bien que marqués par quelques coups d'éclats (Quart de finale à Key Biscayne, demi-finales à Rome et finale au Queen's) ne sont pas à la hauteur des attentes. Éliminé au premier tour Porte d'Auteuil et surtout au deuxième tour de Wimbledon au terme d'un duel en cinq sets contre le Suédois Magnus Norman, le Croate déçoit alors que certains en faisait un des adversaires les plus sérieux du no 1 mondial Pete Sampras. Toujours aussi fébrile au cours de l'été Américain, il est éliminé sans gloire au premier tour de l'US Open par Dinu Pescariu un Roumain classé au 97e rang mondial. Plus efficace en abordant la fin de saison, Ivanišević remporte son troisième titre de la saison à Vienne mais se blesse deux semaines plus tard lors du premier tour à Stuttgart l'obligeant à déclarer forfait pour la suite de la saison. Il termine donc pour la première fois depuis cinq ans en dehors des dix meilleurs joueurs mondiaux à la quinzième place mondiale.
Le début de saison 1998 voit une légère baisse dans les résultats d'Ivanišević. S'il s'impose dans le tournoi de sa ville natale à Split, il ne fait guère illusion et échoue au premier tour de l'Open d'Australie ainsi que de la plupart des tournois auxquels il participe. Poursuivant sa spirale de l'échec au cours de la saison sur terre battue, il est battu au premier tour des Internationaux de France et aborde Wimbledon dans le doute et au 25e rang mondial. Il bénéficie cependant grâce à la fédération britannique d'un statut protégé du fait de ses performances passées sur le gazon londonien échappant à un premier tour potentiellement compliqué. Tête de série no 14, le Croate profite d'un tableau dégagé et passe les tours sans trop de problèmes jusqu'à la demi-finale qui l'oppose au Néerlandais Richard Krajicek vainqueur du tournoi deux ans auparavant. Dans un match de grands serveurs (28 aces pour Ivanišević contre 42 pour Krajicek sur ce match) qui marquera le tournoi, Ivanišević retrouve son tennis et l'emporte au terme d'un combat de cinq sets (15/13 sur la dernière manche) se qualifiant pour la troisième finale de sa carrière dans le tournoi londonien. De nouveau opposé à Pete Sampras, le Croate parvient à amener le no 1 mondial Américain dans un cinquième set mais très fatigué après son match de plus de quatre heures contre Krajicek il perd finalement la rencontre 7-6(2), 6-7(9), 4-6, 6-3, 2-6. Très marqué par cette nouvelle défaite en finale de ce tournoi qui se refuse à lui, Ivanišević se présente aux médias désemparé « J'ai manqué d'un peu de fraîcheur physique à cause de ma demi-finale en cinq sets contre Krajicek, vendredi, et dans le dernier set, j'étais vraiment fatigué. C'est le pire moment de ma vie et je ne sais pas combien de temps il me faudra pour me remotiver. ».
La suite de la saison du Croate ne marquera pas les esprits. Auteur de quelques coups d'éclats, il perd en huitièmes de finale à l'US Open largement dominé par le futur vainqueur Australien Patrick Rafter et dispute trois finales toutes perdues à New Haven, Shanghai et Moscou. Ivanišević termine la saison au douzième rang mondial.

### 1999-2000: la traversée du desert
Ivanišević débute à partir de 1999 une lente descente au classement. Victime d'une blessure récurrente à l'épaule, les résultats du Croate moins percutant au service s'en ressentent sur toute une saison qui ne présente pour seule satisfaction que la finale du double des Internationaux de France atteinte aux côtés de l'Américain Jeff Tarango. Il ne remporte aucun titre, perd en huitièmes de finale à Wimbledon et chute au 47e rang mondial.
Toujours très marqué physiquement, la saison 2000 d'Ivanišević est encore pire que la précédente. Incapable de produire un tennis efficace, il réussit quelques exploits contre des joueurs classés dans les quinze meilleurs mondiaux comme Cédric Pioline à l'Open d'Australie en cinq manches ou Thomas Enqvist. Mais ces exploits resteront sans lendemain. Le Croate conclut sa treizième saison professionnelle dans le classement des anonymes au-delà de la centième place mondiale (134e).

### 2001: come-back à Wimbledon, la consécration d'Ivanišević

Trophée du vainqueur de Wimbledon.

Maintenant âgé de près de trente ans, Ivanišević évolue dans les profondeurs du classement et réalise de rares incursions sans succès dans le circuit principal. Il se retrouve ainsi classé 125e joueur mondial avant l'édition 2001 de Wimbledon, classement insuffisant pour entrer directement dans le tableau, il sollicite donc une invitation qui lui est donnée au titre de son passé de triple finaliste de l'épreuve. Ne faisant pas trop parler de lui au début du tournoi, le Croate élimine successivement Carlos Moyà, Andy Roddick et Greg Rusedski et se retrouve opposé en quarts de finale au no 3 mondial Russe Marat Safin qu'il domine en quatre sets après une démonstration au service (30 aces). Opposé en demi-finale au joueur local Tim Henman qui passe à deux points de la victoire, Ivanišević remporte un match marathon de cinq sets étalé sur trois jours en raison des multiples coupures dues à la pluie et se qualifie pour sa quatrième finale à Wimbledon qu'il disputera contre Patrick Rafter, déjà finaliste l'année précédente. Le Croate très marqué par ses échecs passés déclare aux médias britanniques qu'il ne survivrait pas à une nouvelle défaite. À cause des intempéries ayant perturbé le tournoi, cette finale de simple est la première disputée intégralement un lundi depuis 1922. La rencontre est très accrochée et l'Australien passe à deux points de la victoire mais le Croate parvient au terme d'une rencontre emplie d'émotion (Ivanišević ne peut contenir ses larmes avant sa première balle de match) à s'imposer en cinq sets, 9-7 dans la dernière manche qui est alors le plus long dernier set jamais joué en finale de Wimbledon (un record qui sera ensuite égalé par la finale 2008 opposant Rafael Nadal et Roger Federer puis battu par la finale de 2009 opposant Roger Federer à Andy Roddick, conclue 16-14 au cinquième set). Deux mois avant son trentième anniversaire, Ivanišević devient ainsi le joueur le plus mal classé et le premier bénéficiaire d'une invitation à gagner le prestigieux tournoi londonien « Je ne sais pas si c'est un rêve, peut-être quelqu'un va me réveiller et me dire que j'ai perdu une quatrième finale à Wimbledon, à la fin, quand j'ai servi pour le match, que j'ai eu toutes ces balles de match, j'étais tellement tendu que j'ai dit au Seigneur: Non, pas cette fois encore, qu'est-ce que je vous ai fait pour que ce soit aussi dur ? ».
Grâce à cette victoire en Grand Chelem, Ivanišević est qualifié automatiquement pour son dernier Masters. Il réalise pour la suite de sa saison quelques coups d'éclats mais aucun à la hauteur de son exploit sur le gazon londonien et termine à la douzième place mondiale.

### 2002-2004: fin de carrière
Ivanišević se résout en mai 2002 à subir une intervention à l'épaule dans le but de relancer véritablement sa carrière. Il ne peut alors pas défendre son titre à Wimbledon et joue peu lors des saisons 2002 et 2003, avant de tenter un dernier come-back à Wimbledon en 2004, où il s'incline au troisième tour face à l'ancien vainqueur Lleyton Hewitt, match disputé sur le mythique Centre Court, théâtre de son plus grand triomphe. Il décide à l'issue de ce match de se retirer définitivement du circuit professionnel.
Au total, Goran Ivanišević a remporté 22 titres en simple et 9 en double au cours de sa carrière étalée sur plus de quinze ans dans le circuit ATP.

### Après carrière
Depuis sa retraite sportive professionnelle, le Croate joue sur le ATP Champions Tour, le circuit des anciens joueurs de tennis professionnels, dont il a fini numéro un en 2005, 2008 et 2014.
En outre, de 2013 à 2016, il est l'entraîneur de Marin Čilić. Durant cette période, le joueur devint notamment le second Croate vainqueur d'un tournoi du Grand Chelem à l'US Open 2014, un peu plus de treize ans après Ivanišević.
Entre 2019 et 2024, il est l'entraîneur de Novak Djokovic.

## Coupe Davis, Jeux olympiques et Hopman Cup
Appelé en « renfort » de dernière minute alors qu'il n'a plus joué chez les professionnels depuis un an et demi, Ivanišević est en 2005 le quatrième homme de la Croatie qui remporte son premier succès en Coupe Davis. Il ne joue pas un match durant cette finale, mais les joueurs, Ivan Ljubičić no 4 mondial en tête, souhaitèrent par avance associer celui qu'ils considèrent comme un héros national à un éventuel succès.
D'abord Yougoslave au début de sa carrière avant d'obtenir la nationalité Croate lorsque celle-ci obtint la reconnaissance internationale le 15 janvier 1992, Ivanišević a défendu les couleurs de deux pays au cours de sa carrière disputant une demi-finale de Coupe Davis en 1989 pour le compte de la Yougoslavie et déclarant forfait en 1991 en raison du conflit entre les différentes républiques Yougoslaves. Il ne prit part véritablement qu'une fois en tant que joueur titulaire au Groupe Mondial avec la Croatie en 1995 ou la jeune nation s'incline au premier tour contre l'Allemagne. Le Croate totalise 48 victoires sur 63 matchs joués, simple ou double confondus.
Ivanišević a disputé quatre Jeux olympiques. En 1992, à Barcelone, il est le porte drapeau de la Croatie récemment reconnue internationalement. Il y obtient deux médailles de bronze devenant ainsi le premier Croate médaillé aux Jeux olympiques d'été.
Ivanišević a en outre défendu à plusieurs reprises les couleurs de la Croatie en Hopman Cup qu'il remporta avec Iva Majoli en 1996.

## Caractéristiques de son jeu

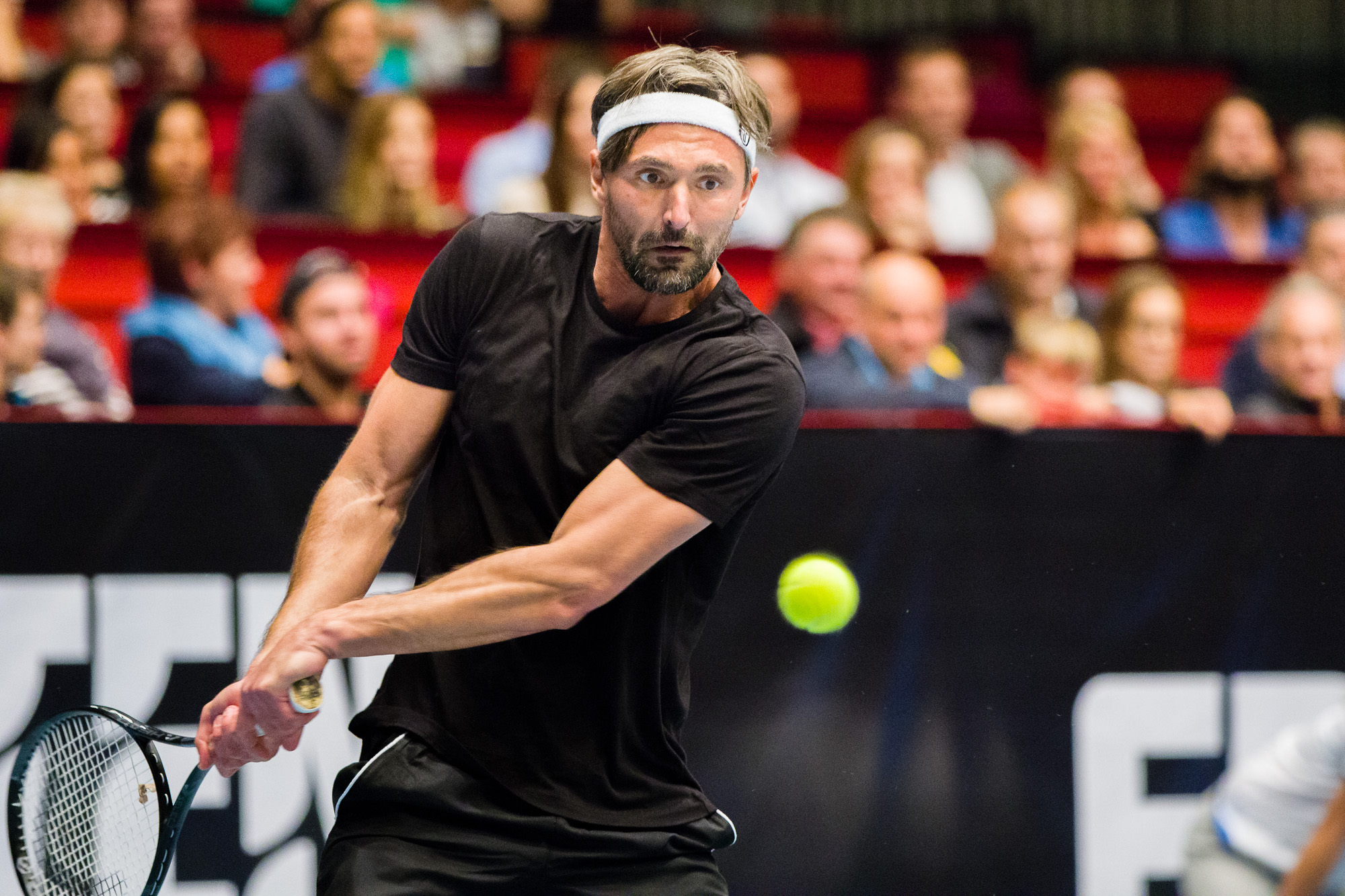
Ivanišević qui effectue un revers.

Joueur de grande taille au physique élancé (1,93 mètre pour 81 kg), Goran Ivanišević axe son jeu sur un service très performant qui dépasse régulièrement les 200 km/h. Gaucher, il maîtrise la plupart des effets et angles, ce qui apporte une grande variété à ce service considéré par beaucoup comme illisible surtout en conditions indoor et sur gazon. Régulièrement classé parmi les meilleurs serveurs en fin de saison au même titre que Pete Sampras ou Boris Becker, il fut même le joueur ayant réalisé le plus d'aces en 1996 avec 1 477 réalisations au cours de la saison. Ce secteur de jeu du Croate a souvent été l'objet de vives critiques de certains observateurs qui estimaient que les surfaces très rapides avantagent trop un joueur puissant comme Ivanišević.
Utilisant rarement le service-volée, Ivanišević possède également un coup droit et un revers à deux mains performants. Il fait partie des purs attaquants à l'instar de Boris Becker, Pete Sampras ou encore Stefan Edberg qui étaient tous plus avantagés sur surface rapide (Edberg est le seul à avoir disputé une finale à Roland-Garros). En effet, les 3/4 des titres du Croate sont acquis en Indoor où les grands serveurs ne sont pas gênés par le vent. Néanmoins, réduire le jeu d'Ivanišević à ce seul aspect est réducteur étant donné qu'il a également remporté des tournois et obtenu des résultats très honorables sur terre battue, où les attaquants sont en théorie défavorisés par les conditions plus lentes. Ivanišević s'est imposé sur toutes les surfaces et atteint au moins une fois, les quarts de finale des quatre tournois du majeurs (Open d'Australie en 89, 94 et 97, Roland Garros en 90, 92 et 94, Wimbledon en 90, 92, 94, 95, 96, 98 et 2001 ainsi que l'US Open en 96).
En revanche, Ivanišević possède un mental parfois déficient. Joueur de grand talent mais au tempérament très marqué, il est autant capable de battre les tout meilleurs joueurs dans un bon jour que de lâcher un match contre n'importe qui après un moment d'énervement exprimant souvent sa colère en cassant des raquettes, à l'instar notamment de Marat Safin (en 2000, lors d'un match il cassa toutes ses raquettes).
Ivanišević a perdu deux de ses finales à Wimbledon en cinq sets contre Andre Agassi et Pete Sampras. Il a gagné tout comme Agassi son premier titre en Grand Chelem à sa quatrième tentative et sur le gazon londonien.

## Wimbledon, le tournoi de Goran

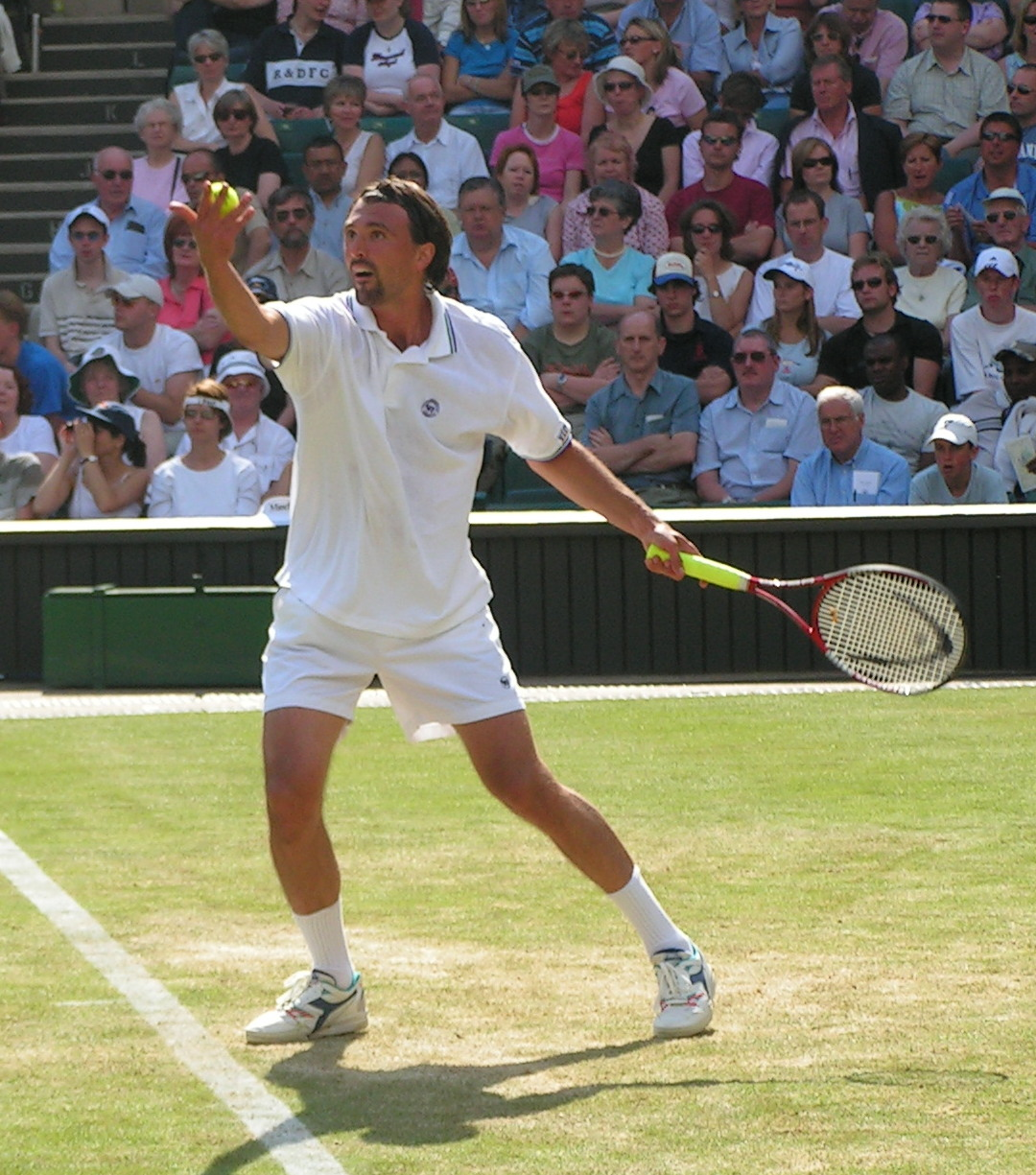
Ivanišević à Wimbledon en 2004, lors de sa dernière participation.

Ivanišević réalise son rêve en 2001 en remportant enfin Wimbledon après trois échecs en finale en 1992, 1994 et 1998. Il bat l'australien Patrick Rafter en finale, au terme d'un match plein de suspense disputé en plusieurs actes, sur le score de 6-3, 3-6, 6-3, 2-6, 9-7 et malgré trois doubles fautes dans le dernier jeu. 
Cette victoire constitue une énorme surprise car le Croate, qui était depuis quelques années sur la pente descendante, n'était même pas classé parmi les cent meilleurs joueurs mondiaux à l'entame de ce tournoi. Il devient de ce fait, le premier joueur de l'histoire à remporter un tournoi du Grand Chelem sur obtention d'une invitation (wild card). Une performance qui sera égalée par Kim Clijsters à l'US Open de tennis 2009. Il gagne enfin, après avoir servi 213 aces - record absolu - au cours du tournoi. 
Depuis ses premiers exploits en 1990 où il atteint les demi-finales et son échec lors de la finale de 1992 contre André Agassi, beaucoup l'ont imaginé remporter le tournoi, mais ses meilleures années ont coincidé avec la domination intraitable de Pete Sampras dont il est souvent le plus féroce adversaire sur le gazon londonien, avec une seule victoire en demi-finale lors de l'édition 1992. Outre son titre, il compte trois finales et deux demi-finales à son actif dans ce tournoi, où il a connu 49 victoires pour 14 défaites.
En 1997, il avait déjà battu un record en servant 46 aces au premier tour, record par la suite égalé par le Néerlandais Richard Krajicek, puis battu par son compatriote Ivo Karlović avec 55 aces en un seul match. Lors du match Isner - Mahut lors du tournoi de Wimbledon 2010, John Isner a porté ce record à 113 réalisations.

## Palmarès
Goran Ivanišević a remporté vingt-deux titres en simple au cours de sa carrière. Il a gagné son premier tournoi à Stuttgart en 1990 à l'âge de 19 ans, et son dernier à Wimbledon en 2001, âgé de 30 ans. Parmi ses titres remportés dans treize pays différents, quatorze l'ont été en indoor, trois sur terre battue et deux sur dur extérieur et gazon parmi lesquels, un titre du Grand Chelem à Wimbledon, deux masters 1000 à Stockholm et Paris-Bercy et sept ATP500.
La saison la plus productive du croate reste 1995 avec cinq victoires en tournois, tous indoor. Sur quarante-neuf finales, le bilan reste négatif avec 44,9 % de victoires en finale.
Très bon joueur de double, Ivanišević compte 9 titres, là aussi, dans toutes les surfaces et avec six partenaires différents. Il compte en outre, deux finales en Grand Chelem, toutes deux atteintes à Roland Garros en 1990 avec pour partenaire Petr Korda et 1999, accompagné de Jeff Tarango.

## Autres résultats

### Coupe Davis
|   | Date       | Lieu                                          | Surf.               | Coéquipiers                                | Finalistes                                | Score        | Tableau |
| 1 | 04/12/2005 | Bratislava, Centre National de Tennis Sibamac | Terre battue (int.) | Ivan Ljubičić Mario Ančić Goran Ivanišević | Karol Beck Dominik Hrbatý Michal Mertiňák | 3 matchs à 2 | Tableau |

### Médailles olympiques (2)

#### En simple
- 1992 : médaille de bronze en simple aux Jeux olympiques de Barcelone.

|   | Date       | Nom et lieu du tournoi     | Surface      | Finaliste        | Score   |
| 1 | 28/07/1992 | Jeux olympiques, Barcelone | Terre battue | Andreï Cherkasov | Partage |

#### En double
- 1992 : médaille de bronze en double (avec Goran Prpić) aux Jeux olympiques de Barcelone.

|   | Date       | Nom et lieu du tournoi     | Surface      | Partenaire  | Adversaires                     | Score   |
| 1 | 28/07/1992 | Jeux olympiques, Barcelone | Terre battue | Goran Prpić | Javier Frana Christian Miniussi | Partage |

## Parcours dans les tournois duGrand Chelem

### En simple
| Année | Open d'Australie | Open d'Australie | Internationaux de France | Internationaux de France | Wimbledon       | Wimbledon      | US Open         | US Open     |
| ----- | ---------------- | ---------------- | ------------------------ | ------------------------ | --------------- | -------------- | --------------- | ----------- |
| 1988  | —                | —                | —                        | —                        | 1er tour (1/64) | A. Mansdorf    | —               | —           |
| 1989  | 1/4 de finale    | M. Mečíř         | 1/8 de finale            | S. Edberg                | 2e tour (1/32)  | K. Flach       | 2e tour (1/32)  | J. Grabb    |
| 1990  | 1er tour (1/64)  | D. Wheaton       | 1/4 de finale            | T. Muster                | 1/2 finale      | Bo. Becker     | 3e tour (1/16)  | D. Cahill   |
| 1991  | 3e tour (1/16)   | G. Prpić         | 2e tour (1/32)           | P. Haarhuis              | 2e tour (1/32)  | N. Brown       | 1/8 de finale   | I. Lendl    |
| 1992  | 2e tour (1/32)   | A. Krickstein    | 1/4 de finale            | J. Courier               | Finale          | A. Agassi      | 3e tour (1/16)  | A. Volkov   |
| 1993  | —                | —                | 3e tour (1/16)           | C. Costa                 | 3e tour (1/16)  | T. Martin      | 2e tour (1/32)  | C. Costa    |
| 1994  | 1/4 de finale    | J. Courier       | 1/4 de finale            | A. Berasategui           | Finale          | P. Sampras     | 1er tour (1/64) | M. Zoecke   |
| 1995  | 1er tour (1/64)  | C.-U. Steeb      | 1er tour (1/64)          | M. Tillström             | 1/2 finale      | P. Sampras     | 1er tour (1/64) | B. Steven   |
| 1996  | 3e tour (1/16)   | R. Furlan        | 1/8 de finale            | B. Karbacher             | 1/4 de finale   | J. Stoltenberg | 1/2 finale      | P. Sampras  |
| 1997  | 1/4 de finale    | T. Muster        | 1er tour (1/64)          | M. Gustafsson            | 2e tour (1/32)  | M. Norman      | 1er tour (1/64) | D. Pescariu |
| 1998  | 1er tour (1/64)  | J. Siemerink     | 1er tour (1/64)          | M. Martelli              | Finale          | P. Sampras     | 1/8 de finale   | P. Rafter   |
| 1999  | —                | —                | 1er tour (1/64)          | H. Arazi                 | 1/8 de finale   | T. Martin      | 3e tour (1/16)  | G. Kuerten  |
| 2000  | 2e tour (1/32)   | F. Clavet        | 1er tour (1/64)          | A. Costa                 | 1er tour (1/64) | A. Clément     | 1er tour (1/64) | D. Hrbatý   |
| 2001  | —                | —                | —                        | —                        | Victoire        | P. Rafter      | 3e tour (1/16)  | A. Costa    |
| 2002  | 2e tour (1/32)   | J. Golmard       | —                        | —                        | —               | —              | —               | —           |
| 2003  | —                | —                | —                        | —                        | —               | —              | —               | —           |
| 2004  | —                | —                | —                        | —                        | 3e tour (1/16)  | L. Hewitt      | —               | —           |

N.B. : à droite du résultat se trouve le nom de l'ultime adversaire.

#### Victoire
| Année | Tournoi   | Adversaire en finale | Score                   |
| 2001  | Wimbledon | Patrick Rafter       | 6-3, 3-6, 6-3, 2-6, 9-7 |

#### Finales (3)
| Année | Tournoi   | Adversaire en finale | Score                     |
| 1992  | Wimbledon | André Agassi         | 7-610, 4-6, 4-6, 6-1, 4-6 |
| 1994  | Wimbledon | Pete Sampras         | 62-7, 65-7, 0-6           |
| 1998  | Wimbledon | Pete Sampras         | 7-62, 69-7, 4-6, 6-3, 2-6 |

### En double
| Année | Open d'Australie                                                                         | Open d'Australie                                                                           | Internationaux de France                                                             | Internationaux de France                                                            | Wimbledon                                                                          | Wimbledon | US Open                                                                               | US Open |
| ----- | ---------------------------------------------------------------------------------------- | ------------------------------------------------------------------------------------------ | ------------------------------------------------------------------------------------ | ----------------------------------------------------------------------------------- | ---------------------------------------------------------------------------------- | --------- | ------------------------------------------------------------------------------------- | ------- |
| 1989  | 1er tour (1/32) C. Beckman \|\| style="text-align:left;" \| J. Kriek W. Masur            | 1/8 de finale D. Nargiso \|\| style="text-align:left;" \| C. Pioline G. Raoux              | 1/8 de finale N. Pereira \|\| style="text-align:left;" \| D. Cahill M. Kratzmann     | 1/8 de finale D. Nargiso \|\| style="text-align:left;" \| J. McEnroe M. Woodforde   |                                                                                    |           |                                                                                       |         |
| 1990  | 2e tour (1/16) S. Živojinović \|\| style="text-align:left;" \| P. Chamberlin T. Wilkison | Finale P. Korda                                                                            | S. Casal E. Sánchez                                                                  | 1er tour (1/32) B. Taróczy \|\| style="text-align:left;" \| G. Luza C. Motta        | 2e tour (1/16) P. Korda \|\| style="text-align:left;" \| W. Ferreira P. Norval     |           |                                                                                       |         |
| 1991  | 1er tour (1/32) P. Korda \|\| style="text-align:left;" \| N. Brown M. Oosting            | 2e tour (1/16) P. Korda \|\| style="text-align:left;" \| R. Krajicek M. Schapers           | 2e tour (1/16) J. McEnroe \|\| style="text-align:left;" \| J. Courier D. Flach       | 2e tour (1/16) O. Camporese \|\| style="text-align:left;" \| J. McEnroe P. McEnroe  |                                                                                    |           |                                                                                       |         |
| 1992  | 1er tour (1/32) O. Camporese \|\| style="text-align:left;" \| T. Nelson J. Stoltenberg   | 1er tour (1/32) O. Camporese \|\| style="text-align:left;" \| D. Adams A. Olhovskiy        | 1er tour (1/32) O. Camporese \|\| style="text-align:left;" \| D. Eisenman M. Knowles | 2e tour (1/16) O. Camporese \|\| style="text-align:left;" \| P. Galbraith D. Visser |                                                                                    |           |                                                                                       |         |
| 1993  | —                                                                                        | —                                                                                          | 1/4 de finale H. Leconte \|\| style="text-align:left;" \| L. Jensen M. Jensen        | 1/8 de finale M. Rosset \|\| style="text-align:left;" \| G. Connell P. Galbraith    | 2e tour (1/16) M. Rosset \|\| style="text-align:left;" \| D. Eisenman D. Johnson   |           |                                                                                       |         |
| 1994  | 2e tour (1/16) M. Rosset \|\| style="text-align:left;" \| H. J. Davids P. Norval         | —                                                                                          | —                                                                                    | —                                                                                   | —                                                                                  | —         | —                                                                                     |         |
| 1995  | —                                                                                        | —                                                                                          | —                                                                                    | —                                                                                   | —                                                                                  | —         | —                                                                                     | —       |
| 1996  | —                                                                                        | —                                                                                          | —                                                                                    | —                                                                                   | —                                                                                  | —         | 2e tour (1/16) S. Hiršzon \|\| style="text-align:left;" \| M. Philippoussis P. Rafter |         |
| 1997  | 1er tour (1/32) M. Rosset \|\| style="text-align:left;" \| P. McEnroe S. Stolle          | 1er tour (1/32) S. Hiršzon \|\| style="text-align:left;" \| M. Damm A. Olhovskiy           | —                                                                                    | —                                                                                   | 1/4 de finale C. Suk \|\| style="text-align:left;" \| W. Black J. Grabb            |           |                                                                                       |         |
| 1998  | 1er tour (1/32) S. Groen \|\| style="text-align:left;" \| P. Kilderry N. Lapentti        | 1er tour (1/32) M. Philippoussis \|\| style="text-align:left;" \| A. Olhovskiy D. Prinosil | —                                                                                    | —                                                                                   | 1er tour (1/32) W. Ferreira \|\| style="text-align:left;" \| J. Björkman P. Rafter |           |                                                                                       |         |
| 1999  | —                                                                                        | —                                                                                          | Finale J. Tarango                                                                    | M. Bhupathi L. Paes                                                                 | —                                                                                  | —         | 1er tour (1/32) J. Tarango \|\| style="text-align:left;" \| B. MacPhie N. Zimonjić    |         |
| 2000  | 1er tour (1/32) M. Keil \|\| style="text-align:left;" \| E. Ferreira R. Leach            | 2e tour (1/16) J. Balcells \|\| style="text-align:left;" \| J. Eagle A. Florent            | —                                                                                    | —                                                                                   | —                                                                                  | —         |                                                                                       |         |

N.B. : le nom du ou de la partenaire se trouve sous le résultat ; le nom des ultimes adversaires se trouve à droite.

## Parcours dans lesMasters 1000
| Année | Indian Wells                | Miami                    | Monte-Carlo               | Rome                    | Hambourg                  | Canada                    | Cincinnati                 | Stockholm puis Essen puis Stuttgart puis Madrid | Paris                    |
| ----- | --------------------------- | ------------------------ | ------------------------- | ----------------------- | ------------------------- | ------------------------- | -------------------------- | ----------------------------------------------- | ------------------------ |
| 1990  | 1/8 de finale J. Berger     | 3e tour J. Berger        | 2e tour J. Courier        | —                       | 1er tour J. Aguilera      | —                         | —                          | 1/4 de finale Bo. Becker                        | 1/8 de finale J. Hlasek  |
| 1991  | 2e tour F. Santoro          | —                        | 1/8 de finale C.-U. Steeb | 1er tour P. Haarhuis    | 1/4 de finale G. Prpić    | —                         | —                          | 1/4 de finale A. Krickstein                     | 1/8 de finale P. Sampras |
| 1992  | 2e tour R. Krajicek         | 3e tour J. McEnroe       | —                         | 1er tour C. Miniussi    | 1/8 de finale R. Krajicek | —                         | —                          | Victoire G. Forget                              | 1/2 finale Bo. Becker    |
| 1993  | 2e tour A. Mancini          | 2e tour P. McEnroe       | 2e tour A. Cherkasov      | Finale J. Courier       | —                         | —                         | 1er tour L. Mattar         | Finale M. Stich                                 | Victoire A. Medvedev     |
| 1994  | 2e tour D. Cahill           | 1/4 de finale J. Courier | 1/4 de finale S. Bruguera | 1/2 finale Bo. Becker   | 2e tour I. Kafelnikov     | —                         | —                          | Finale Bo. Becker                               | 1/4 de finale M. Chang   |
| 1995  | —                           | —                        | 1/2 finale Bo. Becker     | 1/2 finale S. Bruguera  | Finale A. Medvedev        | 1/8 de finale T. Enqvist  | 1/4 de finale T. Enqvist   | 2e tour M. Sinner                               | 2e tour P. Haarhuis      |
| 1996  | 1/2 finale P. Haarhuis      | Finale A. Agassi         | 2e tour M. Gustafsson     | 1/8 de finale S. Edberg | 2e tour C.-U. Steeb       | 2e tour M. Tillström      | 1/4 de finale M. Chang     | 1/4 de finale J. Siemerink                      | 2e tour P. Haarhuis      |
| 1997  | 2e tour J. Stark            | 1/4 de finale J. Courier | —                         | 1/2 finale À. Corretja  | —                         | 1/8 de finale C. Woodruff | 1/8 de finale J. Siemerink | 2e tour T. Henman                               | —                        |
| 1998  | 1er tour A. Medvedev        | 1/8 de finale M. Ríos    | 1er tour A. Medvedev      | 1er tour C. Pioline     | 1/4 de finale F. Mantilla | 1/8 de finale A. Agassi   | 1/8 de finale P. Korda     | 1/4 de finale R. Krajicek                       | 2e tour T. Martin        |
| 1999  | 2e tour X. Malisse          | 2e tour K. Carlsen       | 1er tour H. Arazi         | 1er tour P. Rafter      | 1er tour R. Schüttler     | 1er tour B. Black         | 1er tour J. Courier        | 1er tour J. Novák                               | —                        |
| 2000  | 2e tour A. Costa            | 3e tour G. Kuerten       | 1er tour A. Clément       | 1er tour F. Clavet      | —                         | —                         | —                          | 1er tour F. Santoro                             | —                        |
| 2001  | 1/8 de finale I. Kafelnikov | 2e tour C. Moyà          | —                         | —                       | —                         | —                         | 1/8 de finale G. Kuerten   | 1/8 de finale M. Mirnyi                         | 2e tour A. Vinciguerra   |
| 2002  | —                           | 2e tour F. Squillari     | —                         | —                       | —                         | —                         | —                          | —                                               | —                        |
| 2003  | 1er tour G. Kuerten         | —                        | —                         | —                       | —                         | —                         | —                          | —                                               | —                        |
| 2004  | —                           | 2e tour R. Nadal         | 1er tour N. Devilder      | 1er tour R. Štěpánek    | —                         | —                         | —                          | —                                               | —                        |

N.B. : sous le résultat se trouve le nom de l’ultime adversaire.

## Autres résultats
- Tournoi de tennis de Wembley : finaliste en 1996.

## Entraîneurs
- Balázs Taróczy : Septembre 1989 - fin 1990
- Bob Brett : Février 1991 - Octobre 1995
- Vedran Martić : Février 1996 - Fin de carrière

## Records
- Nombre d'aces réalisés sur une saison : 1 477 aces en 1996.